# Трофимовщина
Трофимовщина — село, центр сельской администрации в Ромодановском районе. Население 740 человек (2001), в основном русские.
Расположено у р. Большая Атьма, в 16 км от районного центра и 18 км от железнодорожной станции Красный Узел. Название-антропоним: по имени служилого дворянина Трофима Наумова. Основана в середине 17 в. В «Списке населённых мест Пензенской губернии» (1869) Трофимовщина — село владельческое из 184 дворов Саранского уезда. По данным 1913 г., в Трофимовщине имелись 2-классное училище, мельница с нефтяным двигателем и 10 ветряных, 4 кузницы, несколько торговых лавок и полукустарных мастерских; по вторникам проводился большой базар. В 1918 г. была создана организация РКП(б), в 1920 г. — комсомольская ячейка. В 1929 г. были образованы колхозы им. Сталина и им. Будённого, с 1960 г. — укрупнённое хозяйство «Заря», с 1999 г. — СХПК «Агрофирма „Элеком“». В современном селе — средняя школа, Дом культуры с кинозалом и библиотекой, фельдшерско-акушерский пункт; Михаило-Архангельская церковь (конца 19 в.).
В Трофимовщинскую сельскую администрацию входят д. Грабовка (5 чел.), Киселиха (77), Княжиха (7), Новая Карачиха (35) и Старая Карачиха (35 чел.).
Трофимовщина — родина историка-краеведа С. Б. Бахмустова, историка С. В. Юшкова, художника В. Н. Козлова, генерал-майора А. В. Кашенкова, пограничника-орденоносца В. А. Кашенкова, участника войны в Афганистане С. Н. Кузина.

## Источник
- Энциклопедия Мордовия, М. С. Волкова.